# Peter Van Houdt
Peter Van Houdt (Hasselt, 4 novembre 1976) è un ex calciatore belga.

## Carriera

### Club
Cominciò la carriera nel Sint-Truiden. Nel 1996 approdò nella Eredivisie, al Roda, e quattro anni dopo in Bundesliga, al Borussia Mönchengladbach. In seguito ha giocato con il Duisburg e nel 2006 è tornato al Sint-Truiden.
A metà della stagione 2008-2009 si è quindi trasferito al Liegi, squadra di seconda divisione.

### Nazionale
Conta 6 presenze nella Nazionale belga, con cui ha esordito nel 1999.

## Palmarès
- Coppa dei Paesi Bassi: 1

Roda: 1996-1997, 1999-2000